# Campanha presidencial de João Amoêdo em 2018
A campanha presidencial de João Amoêdo em 2018 foi anunciada em 16 de novembro de 2017, e em 4 de agosto de 2018, João Amoêdo tornou-se o candidato oficial do partido durante a convenção. Foi definido como vice o professor e cientista político Christian Lohbauer, formando uma chapa puro-sangue.

## Plano de governo
Amoêdo é um liberal econômico, cuja campanha e plano de governo propunha privatização de todos os serviços públicos do país, e defendeu uma simplificação da política tributária, com a criação do Imposto de Valor Agregado (IVA).
No Congresso Nacional, Amoêdo defendeu a redução do número de senadores e deputados federais. Sobre os programas sociais, seu plano de governo manteria o Bolsa Família, com a proposta de torná-lo melhor, pretendendo implementar um modelo semelhante na saúde e educação de modo a reduzir a atuação do estado nestas áreas. Em relação à reforma da previdência, colocou-se a favor de estabelecer 65 anos a idade para a aposentadoria.

## Candidatos
| Partido Novo                          |                                |
| João Amoêdo                           | Professor Christian            |
| para presidente                       | para vice-presidente           |
|                                       |                                |
| Um dos fundadores do NOVO (2011-2017) | Professor e cientista político |
| [ 9 ] [ 10 ]                          |                                |

## Apoios
A chapa composta por Amoêdo e Christian recebeu apoio de pessoas notórias como os humoristas Marcelo Madureira e Claúdio Manoel, a atriz Alessandra Maestrini e o chef Felipe Bronze.

## Resultado da eleição

### Eleições presidenciais
| Ano de eleição | Candidato   | Primeiro Turno      | Primeiro Turno      | Segundo Turno       | Segundo Turno       |
| Ano de eleição | Candidato   | # do total de votos | % do total de votos | # do total de votos | % do total de votos |
| -------------- | ----------- | ------------------- | ------------------- | ------------------- | ------------------- |
| 2018           | João Amoêdo | 2 679 596           | 2,50%               | Não concorreu       | Não concorreu       |